# Michal Kohút
Michal Kohút (Uherské Hradiste, 4 giugno 2000) è un calciatore ceco, centrocampista del Baník Ostrava.

## Caratteristiche tecniche
È un esterno destro.

## Carriera
Cresciuto nel settore giovanile dello Slovácko, debutta in prima squadra il 26 settembre 2018 in occasione dell'incontro di Pohár FAČR vinto 5-0 contro l'Olympia Radotín dove realizza anche la sua prima rete. Al termine della stagione viene ceduto in prestito al Pardubice in seconda divisione.

## Statistiche
Statistiche aggiornate al 27 maggio 2023.

### Presenze e reti nei club
| Stagione        | Squadra         | Campionato      | Campionato | Campionato | Coppe nazionali | Coppe nazionali | Coppe nazionali | Coppe continentali | Coppe continentali | Coppe continentali | Altre coppe | Altre coppe | Altre coppe | Totale | Totale | Totale |
| Stagione        | Squadra         | Comp            | Pres       | Reti       | Comp            | Pres            | Reti            | Comp               | Pres               | Reti               | Comp        | Pres        | Reti        | Pres   | Reti   |        |
| --------------- | --------------- | --------------- | ---------- | ---------- | --------------- | --------------- | --------------- | ------------------ | ------------------ | ------------------ | ----------- | ----------- | ----------- | ------ | ------ | ------ |
| 2018-2019       | Slovácko        | 1L              | 0          | 0          | CRC             | 1               | 1               |                    | -                  | -                  |             | -           | -           | 1      | 1      |        |
| 2019-gen. 2020  | Pohronie        | FNL             | 15         | 5          | CRC             | 0               | 0               |                    | -                  | -                  |             | -           | -           | 15     | 5      |        |
| gen.-giu. 2020  | Slovácko        | 1L              | 8          | 0          | CRC             | 1               | 0               |                    | -                  | -                  |             | -           | -           | 9      | 0      |        |
| 2020-2021       | Slovácko        | 1L              | 29         | 2          | CRC             | 1               | 0               |                    | -                  | -                  |             | -           | -           | 30     | 2      |        |
| 2021-2022       | Slovácko        | 1L              | 27         | 3          | CRC             | 2               | 1               | UECL               | 1                  | 0                  |             | -           | -           | 30     | 4      |        |
| 2022-2023       | Slovácko        | 1L              | 17         | 0          | CRC             | 3               | 0               | UEL+UECL           | 2+7                | 0                  |             | -           | -           | 29     | 0      |        |
| Totale carriera | Totale carriera | Totale carriera | 96         | 10         |                 | 8               | 2               |                    | 10                 | 0                  |             | -           | -           | 114    | 12     |        |

## Palmarès

### Club

#### Competizioni nazionali
- Coppa della Repubblica Ceca: 1

Slovácko: 2021-2022